# Dypsis boiviniana
Dypsis boiviniana är en enhjärtbladig växtart som beskrevs av Henri Ernest Baillon. Dypsis boiviniana ingår i släktet Dypsis och familjen Arecaceae. IUCN kategoriserar arten globalt som starkt hotad. Inga underarter finns listade i Catalogue of Life.